# Туглук, Айсель
Айсель Туглук (тур. Aysel Tuğluk, род. 17 июля 1965) — турецкая женщина-политик, одна из основателей Партии демократического общества.

## Биография
Родился 17 июля 1965 года в Элязыге. Окончила Стамбульский университет, затем работала в сфере юриспруденции. Член турецкой Ассоциации по правам человека, а также член и один из основателей Ассоциации патриотических женщин. В 2007 году баллотировалась в Великое национальное собрание в составе Альянса тысячи надежд и была избрана. Помимо этого, являлась одним из адвокатов лидера Рабочей партии Курдистана Абдуллы Оджалана.
В июне 2009 года была признана виновной в терроризме за то, что в 2006 году во время одного из своих выступлений заявила, что члены РПК, ведшие с правительством Турции вооружённую борьбу, «для некоторых людей являются героями», и приговорена к полутора годам тюремного заключения. В декабре того же года вместе с Ахметом Тюрком была лишена статуса депутата, также ей было запрещено в течение пяти лет заниматься политической деятельностью. В Турции данный запрет распространяется только на ведение политической деятельности в пользу какой-либо партии, но не индивидуальную, поэтому он не помешал Туглук, как и Мехди Зане через два года, в 2011 году, баллотироваться в парламент в качестве беспартийных кандидатов и быть избранными. Партия демократического общества, одним из лидеров которой она являлась, была запрещена Конституционным судом.

## Уголовное преследование
В 2007 была приговорена к полутора годам тюремного заключения за распространение листовок с партийной агитацией, написанных на курдском языке, что нарушило запрет на использование языка, отличного от турецкого.
5 февраля 2009 года была признана виновной в терроризме и приговорена к полутора годам тюремного заключения за то, что в 2006 году во время одного из выступлений заявила, что «некоторые люди считают героями» членов РПК.
В июне 2012 года была приговорена к 14 годам и 7 месяцам тюремного заключения по обвинениям в «совершении преступления в пользу РПК лицом, не являющимся её членом» и «ведение пропаганды в пользу террористической организации».